# Rasmus Christian Rask
Rasmus Christian Rask (o Kristian; Brændekilde, 22 novembre 1787 – Copenaghen, 14 novembre 1832) è stato un linguista e glottologo danese, tra i massimi studiosi di lingue e letterature nordiche e riconosciuto, insieme a Franz Bopp, quale fondatore dell'indoeuropeistica come scienza.

## Biografia

### La formazione e i primi studi
Rask studiò all'Università di Copenaghen dove nel 1808 divenne assistente bibliotecario. Nel 1811 pubblicò, lavorando sul materiale raccolto dai suoi predecessori, un'introduzione alla grammatica dell'islandese e delle altre lingue nordiche antiche. In seguito fu chiamato a lavorare sulla collezione Arnamagnæan di manoscritti, per la quale curò la pubblicazione dell'ancora inedita raccolta sul lessico islandese di Björn Halldórsson (1814).
Nel 1811 l'Accademia danese delle Scienze indisse un concorso che invitava a rintracciare la "fonte" primitiva comune a tutte le lingue germaniche settentrionali e a indagarne i rapporti con l'intero insieme delle lingue germaniche. Il bando richiedeva inoltre, significativamente, di stabilire «le regole sicure a cui devono attenersi qualsiasi derivazione e paragone di queste lingue». Rask vinse il concorso, nel 1814, con il saggio Undersøgelse om det gamle Nordiske eller Islandske Sprogs Oprindelse ("Ricerche sull'origine della lingua nordica antica o islandese"). In tale studio Rask riconobbe che per provare l'esistenza di una parentela tra due o più lingue era necessario individuare corrispondenze sistematiche tra di esse, ovvero - nel caso specifico del suo studio, concentrato sulla filologia germanica - le regole tassative di trasposizione di una parola da una lingua all'altra. Si tratta della prima formulazione del metodo comparativo applicato alla fonetica, la cui applicazione consentì a Rask di formulare quella rotazione consonantica (nota in seguito come Legge di Grimm) che spiegava sistematicamente le differenze tra le consonanti germaniche e quelle delle altre lingue indoeuropee. Poco più tardi Rask ottenne la cattedra di Storia della letteratura all'Università di Copenaghen.

### I viaggi

#### Europa settentrionale
Tra il 1813 e il 1815 trascorse due anni in Islanda, dove completò la sua conoscenza della lingua e familiarizzò con la letteratura e le tradizioni degli islandesi; tali studi gli consentirono di fondare, a Copenaghen nel 1816, la Società letteraria islandese (oggi Hið íslenska bókmenntafélag), della quale fu il primo presidente.
Nell'ottobre del 1816 Rask lasciò la Danimarca per proseguire le sue ricerche, finanziate dalla corona, sulle lingue orientali e per raccogliere manoscritti da portare alla biblioteca universitaria di Copenaghen. Trascorse così due anni in Svezia, compiendo diverse incursioni in Finlandia per studiarne la lingua; sempre in Svezia pubblicò, nel 1817, la sua grammatica anglosassone e soltanto l'anno successivo riuscì a dare alle stampe, a Copenaghen, Undersøgelse om det gamle Nordiske eller Islandske Sprogs Oprindelse. In quello stesso 1818 curò anche la prima edizione completa dell'Edda in prosa di Snorri Sturluson e dell'Edda poetica attribuita a Sæmundr Sigfússon, con testo originale e traduzione svedese di entrambe.
Da Stoccolma passò, nel 1819, a San Pietroburgo, dove scrisse in tedesco un saggio sulle lingue e le letterature di Norvegia, Islanda, Svezia e Finlandia per il sesto numero del Vienna Jahrbücher.

#### Oriente
Dalla Russia Rask proseguì verso la Persia, dove si trattenne soggiornando a Tabriz, Teheran, Persepoli e Shiraz; in circa sei settimane, divenne sufficientemente padrone del persiano da poter sostenere una normale conversazione.
Nel 1820 s'imbarcò a Bushehr alla volta di Bombay, dove scrisse, in inglese, A Dissertation on the Authenticity of the Zend Language ("Dissertazione sull'autenticità della lingua avestica"). Da Bombay viaggiò attraverso l'India e Ceylon, dove arrivò nel 1822 e scrisse, ancora in inglese, un saggio sulla traslitterazione delle lingue indiane.

### Il ritorno a Copenaghen

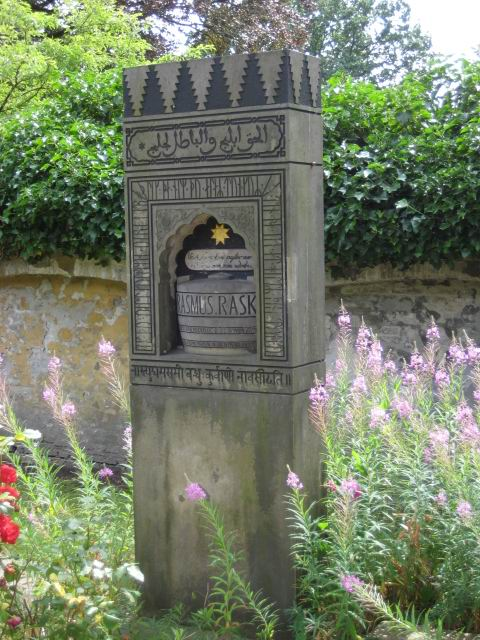
La tomba di Rask al cimitero Assistens di Copenaghen, con iscrizioni in persiano (in alfabeto arabo), in norreno (in alfabeto runico) e in sanscrito (in alfabeto devanagari)

Rask rientrò a Copenaghen nel maggio del 1823, portando con sé numerosi manoscritti in persiano, avestico, pali, singalese e altre lingue, con i quali arricchì le collezioni della capitale danese. Tuttavia soffrì di malattie fisiche e mentali e anche dopo il ritorno la sua carriera non progredì come avrebbe voluto: per molto tempo ebbe difficoltà finanziarie, continuando a lavorare come docente di Storia della letteratura e assistente bibliotecario, e non ottenne una cattedra di Lingue orientali fino al 1831, poco prima della morte prematura.
A Copenaghen pubblicò, in danese, numerosi saggi: una grammatica spagnola (1824), una frisone (1825), un saggio sull'ortografia del danese (1826), un trattato sulla cronologia dell'Antico Egitto (1826), una grammatica italiana (1827) e un trattato sulla cronologia della storia degli Ebrei prima di Mosè (1828) e altre opere minori.

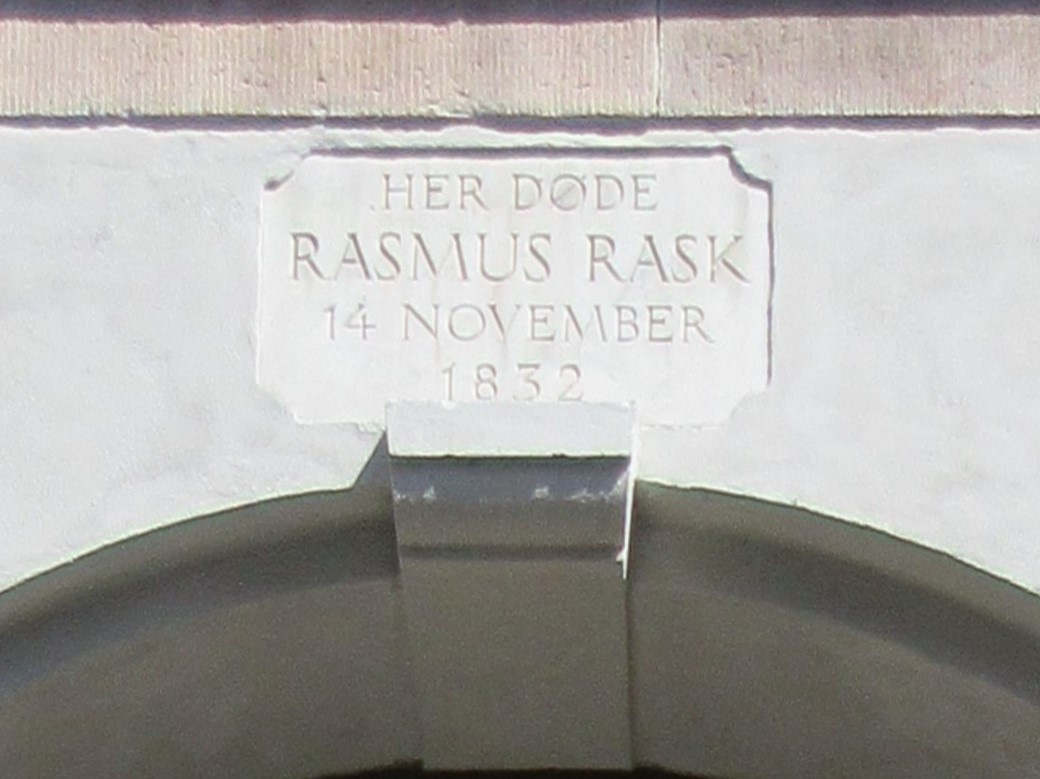
La targa che commemora Rask in Badstuestræde 17

Morì a Copenaghen il 14 novembre 1832 in Badstuestræde 17, luogo nel quale oggi è presente una targa che lo commemora. I suoi numerosi manoscritti filologici rimasti inediti furono trasferiti alla regia biblioteca di Copenaghen. È sepolto al cimitero Assistens della capitale danese.

## Opere

### Saggi
- (DA)  Angelsaxisk Sproglær tilligemed en kort Læsebog, Stoccolma, Hedmanske, 1817
- (DA)  Undersøgelse om det gamle Nordiske eller Islandske Sprogs Oprindelse, Copenaghen, Gyldendalske Boghandling Forlag, 1818. Ora in: (DA) Rasmus Christian Rask, Undersøgelse om det gamle Nordiske eller Islandske Sprogs Oprindelse, Londra-New York, Routledge, 1999, ISBN 0-415-20464-X.
- (EN)  A Dissertation on the Authenticity of the Zend Language, in "Transactions of the Literary Society of Bombay", vol. III, 1820. Ristampato con correzioni e aggiunte in "Transactions of the Royal Asiatic Society"
- (DA)  Singalesisk Skriftlære, Colombo, 1821  Versione digitale (PDF), su pratyeka.org. URL consultato il 15 ottobre 2009.
- (EN)  A Dissertation respecting the best Method of expressing the Sounds of the Indian Languages in European Characters, in "Transactions of the Literary and Agricultural Society of Colombo", 1822
- (DA)  Spansk Sproglære, 1824
- (DA)  Frisisk Sproglære, Copenaghen, Beekens, 1825. Ora in trad. ted.: (DE) Rasmus Christian Rask, Frisische Sprachlehre, Walluf, Sandig, 1972, ISBN 3-500-24930-2.
- (DA)  Dansk Retskrivingslære, 1826
- (DA)  Om Zendsprogets og Zendavestas Ælde og Ægthed, 1826
- (DA)  Italiænsk Formlære, 1827
- (DA)  Den gamle Ægyptiske Tidsregning, 1827
- (DA)  Vejledning til Akra-Sproget på Kysten Ginea, 1828
- (DA)  Den ældste hebraiske Tidsregning indtil Moses efter Kilderne på ny bearbejdet og forsynft med et Kart over Paradis, 1828
- (DA)  Ræsonneret lappisk Sproglære, 1832
- (DA)  Engelsk formlære, 1832

### Traduzioni e curatele
- Vejledning til det islandske eller gamle nordiske Sprog, 1811
- Bjørn Halldórsson, Lexicon Islandico-Latino-Danicum, 1814
- Snorri Sturluson, Edda in prosa, 1818
- Sæmundr Sigfússon, Edda poetica', 1818
- Fredk Schneider, A Grammar of the Danish language for the use of Englishmen, 1830

## La fortuna

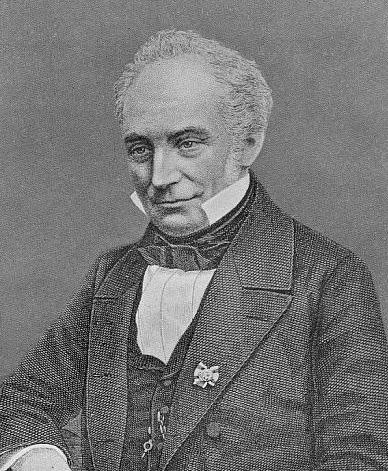
Franz Bopp

Di gran lunga il maggior contributo di Rask alla linguistica fu il suo saggio sull'origine delle lingue nordiche del 1814, che conteneva i concetti-chiave della nascente indoeuropeistica. Tuttavia, per lungo tempo il contributo di Rask fu misconosciuto: quasi contemporaneamente a lui, infatti, il tedesco Franz Bopp era approdato a risultati analoghi partendo da materiale completamente diverso: anziché confrontare tra loro lingue germaniche e indagare il campo della fonetica, come aveva fatto Rask, l'orientalista Bopp aveva confrontato sanscrito e persiano con le principali famiglie linguistiche europee (greco, latino, lingue germaniche, lingue celtiche) e indagato il campo della grammatica. Ma i risultati ottenuti dai due sono convergenti e complementari, tanto che oggi si attribuisce a entrambi la nascita dell'indoeuropeistica come scienza. Per lungo tempo, tuttavia, tale merito fu riconosciuto al solo Bopp: Rask, infatti, per problemi economici non riuscì a pubblicare il suo studio fino al 1818, cioè due anni dopo la pubblicazione dell'Über das Conjugationssystem der Sanskritsprache in Vergleichung mit jenem der griechischen, lateinischen, persischen und germanischen Sprache di Bopp.
Maggior fortuna conobbero le sue numerose grammatiche, mirabilmente concise, di varie lingue moderne e classiche, che furono presto tradotte in inglese da Benjamin Thorpe (la grammatica anglosassone), da Þorleifur Guðmundsson Repp (la danese) e da George Webbe Dasent (l'islandese). Tra i glottologi successivi a Rask, il suo connazionale Karl Verner dichiarò il suo debito verso l'illustre predecessore.